# Tout et plus encore
Tout et plus encore est un essai de l'écrivain américain David Foster Wallace qui retrace l'histoire de l'infini mathématique. Son titre complet est Tout et plus encore — Une histoire compacte de ∞. Il se concentre principalement sur les travaux de Georg Cantor, le mathématicien allemand qui posa les bases de la théorie des ensembles au XIXe siècle.
Le livre, dont le titre original est Everything and More — A Compact History of ∞, fut publié pour la première fois en 2003 dans la collection « Great Discoveries » de l'éditeur américain W. W. Norton. La traduction française, effectuée par Thomas Chaumont, est sortie en mars 2011 chez Ollendorff & Desseins, éditeur spécialisé jusqu'alors en philosophie illustrée.